# Schuhindustrie
1. REDIRECT Schuh